# Anna Lopuchina

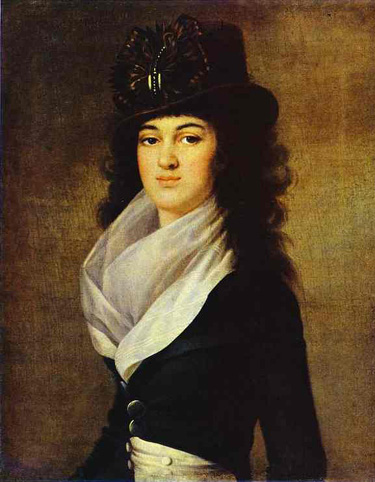
Anna Lopuchina

Anna Lopuchina, född 8 december 1777, död 25 april 1805, var en rysk adelsdam, mätress till tsar Paul I av Ryssland. 
Hon var dotter till Pjotr Vasilievitj Lopuchin och tillhörde en adelsfamilj som räknat kejsarinnan Jevdokija Lopuchina bland sina medlemmar. Hon växte upp hos sin styvmor i Moskva, där tsar Paul lade märke till henne under en bal 1796. Inom hovet betraktades en eventuell mätress som en användbar motvikt till kejsarinnan Maria Fjodorovnas inflytande, och man talade därför om för Paul att Lopuchina var nära att begå självmord av kärlek till honom. Paul gav då order om att hennes familj skulle föras till hovet i Sankt Petersburg. Maria Fjodorovna försökte förhindra detta genom att skicka ett brev till Anna där hon bad henne att stanna hemma, men brevet blev uppsnappat och förevisat för Paul, något som ledde till en konflikt mellan kejsarparet och försäkrade Lopuchina en presentation vid hovet. 
Lopuchinas far gavs titeln furste och Höghet och ställningen generalprokurator, medan hon själv mottog flera ärebetygelser och gåvor och bland annat dekorerades med Sankt Johannes-orden. Under de följande åren gavs den hebreiska versionen av hennes namn, "Nåd", som namn till bland annat flera regementen och krigsskepp. Relationen mellan Paul och Lopuchina är inte bekräftad som sexuell, men hon bedöms ha utövat ett gott inflytande på honom. Själv tycks hon inte ha trivts med sin ställning, utan bad 1799 om tillstånd att få gifta sig med sin barndomsvän furst Pavel Gagarin. Hon fick tillstånd till giftermålet och Gagarin kallades hem från armén för att gifta sig med henne. Äktenskapet ska dock inte ha varit särskilt lyckligt. 1800 följde hon med Gagarin till Turin i Savojen, där han utnämnts till ambassadör. Hon avled i tuberkulos.  